# Horama zapata
Horama zapata är en fjärilsart som beskrevs av William George Dietz och W. Donald Duckworth 1976. Horama zapata ingår i släktet Horama, och familjen björnspinnare. Inga underarter finns listade. Arten har påträffats på Kuba och Bahamas.